# Eryk (książę Friuli)
Eryk (również Heirichus lub Ehericus) (ur. ?, zm. 799) – książę Friuli (dux Foroiulensis) w latach 789–799. Najstarszy syn Gerolda z Vinzgouw.
Większość rządów Eryka zajmowało poskramianie Awarów. Wspierali go w tym Pepin Longobardzki i jego własny ojciec margrabia Awarii. W 791 razem z Pepinem pomaszerował z armią longobardzką do doliny Drawy i spustoszył Panonię, podczas gdy Karol Wielki podążał wzdłuż Dunaju na terytorium Awarów. Karol opuścił wyprawę by zająć się buntem Sasów w 792. Pepin i Eryk kontynuowali ataki na twierdze Awarów w kształcie pierścienia. Wielki Pierścień Awarów, ich stołeczna forteca, został zdobyty dwukrotnie. Łupy wysłano Karolowi Wielkiemu do Akwizgranu i rozdzielono między wszystkich zwolenników, a nawet obcych władców, jak król Mercji, Offa.
W 795 lub 796 Eryk i Pepin sprzymierzyli się z zachodnioawarskim tudunem i przeprowadzili atak, który wymusił uległość głównego kagana i doprowadził do zdobycia Hunorum Hringum lub Pierścienia Awarów, ich głównego obozu. Kagan został zabrany do Akwizgranu, gdzie ochrzczono go jako Theodorus. Według Annales Fuldenses, kagan został zabity przez własnych ludzi.
Według Annales Laurissenses, Eryk wysłał w 796 jeźdźców przeciwko Pannonii rządzonej przez Wojnomira króla Chorwatów panońskich.
Między 787 a 796 Paulinus z Akwilei napisał dla Eryka Liber Exhortationis. Dzieło to czerpie z Biblii i niektórych Ojców Kościoła, by podać wskazówki jak żyć moralnie w zgodzie z chrześcijańskim życiem przy wypełnianiu świeckich obowiązków.
Według Einharda, w 799 Eryk został zabity w Tarsatch (Tharsatica) w Liburnii, przez zdradzieckich mieszkańców. Jego ojciec zmarł w przeddzień bitwy z Awarami tego samego roku.